# Selenocosmia
Selenocosmia är ett släkte av spindlar. Selenocosmia ingår i familjen fågelspindlar.

## Dottertaxa tillSelenocosmia, i alfabetisk ordning[1]
- Selenocosmia arndsti
- Selenocosmia aruana
- Selenocosmia compta
- Selenocosmia crassipes
- Selenocosmia deliana
- Selenocosmia dichromata
- Selenocosmia effera
- Selenocosmia fuliginea
- Selenocosmia hasselti
- Selenocosmia hirtipes
- Selenocosmia honesta
- Selenocosmia imbellis
- Selenocosmia insignis
- Selenocosmia insulana
- Selenocosmia javanensis
- Selenocosmia kovariki
- Selenocosmia kulluensis
- Selenocosmia lanceolata
- Selenocosmia lanipes
- Selenocosmia lyra
- Selenocosmia mittmannae
- Selenocosmia obscura
- Selenocosmia orophila
- Selenocosmia papuana
- Selenocosmia peerboomi
- Selenocosmia pritami
- Selenocosmia raciborskii
- Selenocosmia samarae
- Selenocosmia similis
- Selenocosmia stirlingi
- Selenocosmia strenua
- Selenocosmia strubelli
- Selenocosmia subvulpina
- Selenocosmia sutherlandi
- Selenocosmia tahanensis
- Selenocosmia valida